# ميناء بادي
كان ميناء بادي أفريقي من العصور الوسطى على البحر الأحمر. كان أول ميناء أقامه العرب في بلاد السودان وازدهر بين 600 و 1100. كانت مستوطنة تجارية تجري التجارة بين أراضيها الداخلية وشبه الجزيرة العربية. لا يبدو أنها تقع تحت سلطة أي دولة قائمة.
يقع ميناء بادي جنوب خليج عقيق، على الشاطئ مباشرة في جزيرة الريح (الري) في ما يعرف الآن بالسودان، بالقرب من الحدود مع إريتريا. تقع قرية عقيق، التي أعطت اسمها للخليج، حوالي 15 ميل (24 كـم) إلى الشمال من الموقع. تحدد السلطات القديمة، مثل البحر الأحمر وخليج عدن الطيار، أطلال الريح مع بطليموس ثيرون القديم، لكن جون وينتر يجادل بأن بطليموس هي عقيق وأنقاض الريح في العصور الوسطى.
أقرب مصدر لذكر ميناء بادي هو الطبري، الكتابة في القرن التاسع. ويذكر أنه في عام 637 نفى الخليفة عمر الشاعر أبو ميجان الثهافي هناك، مشيرًا إلى أنه في هذا التاريخ المبكر كانت مجرد مستعمرة جزائية أو مكان منفى مشابه لأرخبيل دهلك. في نفس الوقت تقريبًا، يذكر ابن عبد الحكم الباطيء كواحد من الأماكن الخاضعة للمعاهدة التي قدمها حاكم مصر، عبيد الله بن شعباب (724-734)، مع البجا. عبد الله بن مروان، الابن الثاني للخليفة الأموية الأخيرة، مروان الثاني، مر عبر الميناء عام 750 بينما كان في المنفى في أثيوبيا (الحبشة). كما ورد الميناء في كتابات اليعبي والحمداني ويات الرمي.
قبل صعود 'عيذاب وسواكن، كان ميناء بادي بوابة السودان للعرب. تاجر تجار بادي أمشاط وعطور من شبه الجزيرة العربية من أجل ناب الفيل وبيض النعام من إثيوبيا. كما قاموا بالتداول مع البجا. كان رئيس الزنفج باجة مسلمًا يتحدث العربية، وزار تجار عرب من مكة عاصمته في بعلون. يجب أن تكون قد مرت عبر ميناء بادي. حتى أن التجار من الميناء سافروا إلى الداخل حتى وادي النيل. تم تصدير الذهب، ربما من مناجم الشنكة، من بادي.
أسباب تراجع البائس ليست مؤكدة. يبدو أن تجارتها كانت موجهة نحو الجنوب. كان موقعه ضعيفًا للتجارة مع الممالك النوبية ماكوريا وألوديا، وقدم دهلك دخولًا أفضل للتجارة مع إثيوبيا. وبهذه الطريقة، تم القضاء على البهائيين وظلت أهميتها محلية ومحلية مرتبطة بالمناطق الداخلية. يبدو أن المدينة كانت في حالة خراب بحلول عام 1170، عندما تم غرق الشاعر ابن حلاقي قبالة «جزيرة البعوض» (جزيرة النعم) بالقرب من دهلك. وذكر في قصيدة أن «أطلال بديع... كما لو كانت مسكونة». اقترح معالي هيبرت، بناءً على تحليله لحوالي أربعين خزانًا، أن السكان ربما واجهوا صعوبة في الحفاظ على إمدادهم بالمياه خاليًا من البعوض، الأمر الذي ربما أدى إلى تسريع التخلي عن الميناء.
قام كروفوت بمسح أنقاض منطقة ريح عام 1911. اكتشف المنازل والشوارع والأواني الفخارية والزجاج ومائة صهريج والعديد من شواهد القبور مع النقوش العربية. لم يتم العثور على سيلادون تصدير الخزف (سلالة سونغ)، المعروف أنه وصل إلى سواكن بحلول القرن الثاني عشر، في بادي، وهو ما يتفق مع التوقيت المفترض للتخلي عن المدينة.